# Бич, Терри
Терри Бич (англ. Terry Beech; род. 2 апреля 1981, Комокс, Британская Колумбия) — канадский политик, член Либеральной партии. Министр государственных услуг (2023—2025).

## Биография
Родился 2 апреля 1981 года в Комоксе, Британская Колумбия. Отец был уборщиком, мать — домохозяйкой; в годовалом возрасте Терри Бич переехал с родителями в город Виктория — также в Британской Колумбии. Там он учился в двух школах, а завершил среднее образование в городе Нанаймо. Основал технологическую компанию HiretheWorld, будучи студентом Оксфордского университета, где получил степень магистра по деловому администрированию. К 2023 году личное состояние Терри Бича оценивалось в 5 млн долларов.
В 1999 году был избран в городской совет Нанаймо. В 2015 году избран в Палату общин Канады от округа Северный Барнеби — Сеймур. Занимал должность парламентского секретаря заместителя премьер-министра и министра финансов, министра рыболовства, а также министра транспорта и науки (кроме того, в Британской Колумбии являлся парламентским помощником министра экономического развития и официальных языков).
26 июля 2023 года в ходе серии кадровых перемещений в правительстве Трюдо назначен министром государственных услуг.
14 марта 2025 года при формировании правительства Карни не получил никакого назначения.